# 팀 효율성

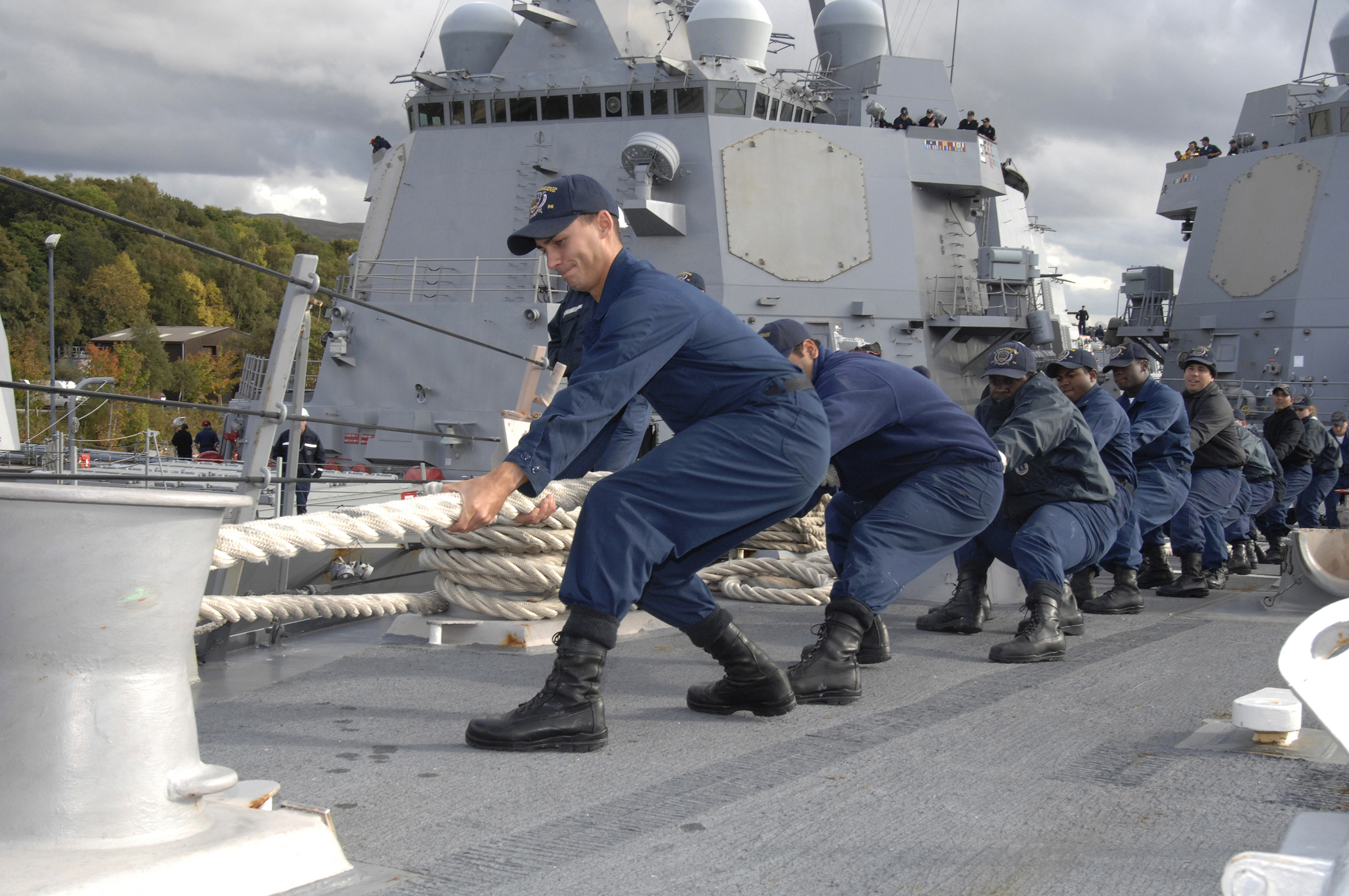
계류선에서 효과적으로 운반하는 미 해군 선원 (2010)

팀 효율성 (또는 그룹 효율성)은 권한이 있는 사람이나 조직이 관리하는 목표를 팀이 달성하는 데 필요한 능력이다. 팀은 업무에 있어 상호 의존하고 결과에 대한 책임을 공유하는 개인들의 집합체다, 이때 개인은 스스로를  설정된 경계 안에서 운영되는 기관이나 조직에 속한 하나의 장치로 본다. 팀과 그룹은 그룹과 구성원이 서로의 역할, 기술에 있어 독립적이며 이때 그룹과 구성원은 지식, 목적, 역할 또는 기술에 있어 상호 의존적이다. 이런 팀과 그룹 안에서 그룹과 구성원은 각각 두 개의 개별 단위로 독립성을 유지하면서 효율성과 그룹은 그룹과 구성원이 서로의 역할에 독립적이므로 두 개의 개별 단위로 독립성을 유지하면서 효율성 (즉, 그룹 응집력, 팀워크), 과 관련된 과정, 연구 내에서 아주 밀접한 관계를 설정했다.
총 6개의 팀 효율성 모델이 있으며 각각  Rubin, Plovnick, Fry의 GRPI 모델, Katzenbach 및 Smith 모델, T7 모델,  LaFasto 및 Larson 모델, HACKMAN 모델 및 Lencioni 모델이다.

## 개요
팀이 얼마나 효과적인지에 대한 평가는 팀 효과의 다면적인 특성을 설명하는 데 도움이 되는 연구 및 이론에서 도출된 다양한 구성 요소의 도움을 받아 달성된다 Hackman (1987)에 따르면 팀 효율성은 다음 세 가지 기준으로 정의 할 수 있다.
1. 출력 – 팀에서 생산한 최종 산출물은 조직 내 주요 구성 요소가 설정한 기준을 충족하거나 초과해야 한다.
2. 사회 프로세스 – 팀의 상호 작용에 따라 운영되는 내부 소셜 프로세스는 향후 그룹의 협력 능력을 향상시키거나 최소한 유지시켜야 한다.
3. 학습 – 팀 환경에서 근무한 경험은 팀 구성원의 개인적 요구를 악화시키기 보다는 만족하도록 행동해야 한다.[11]

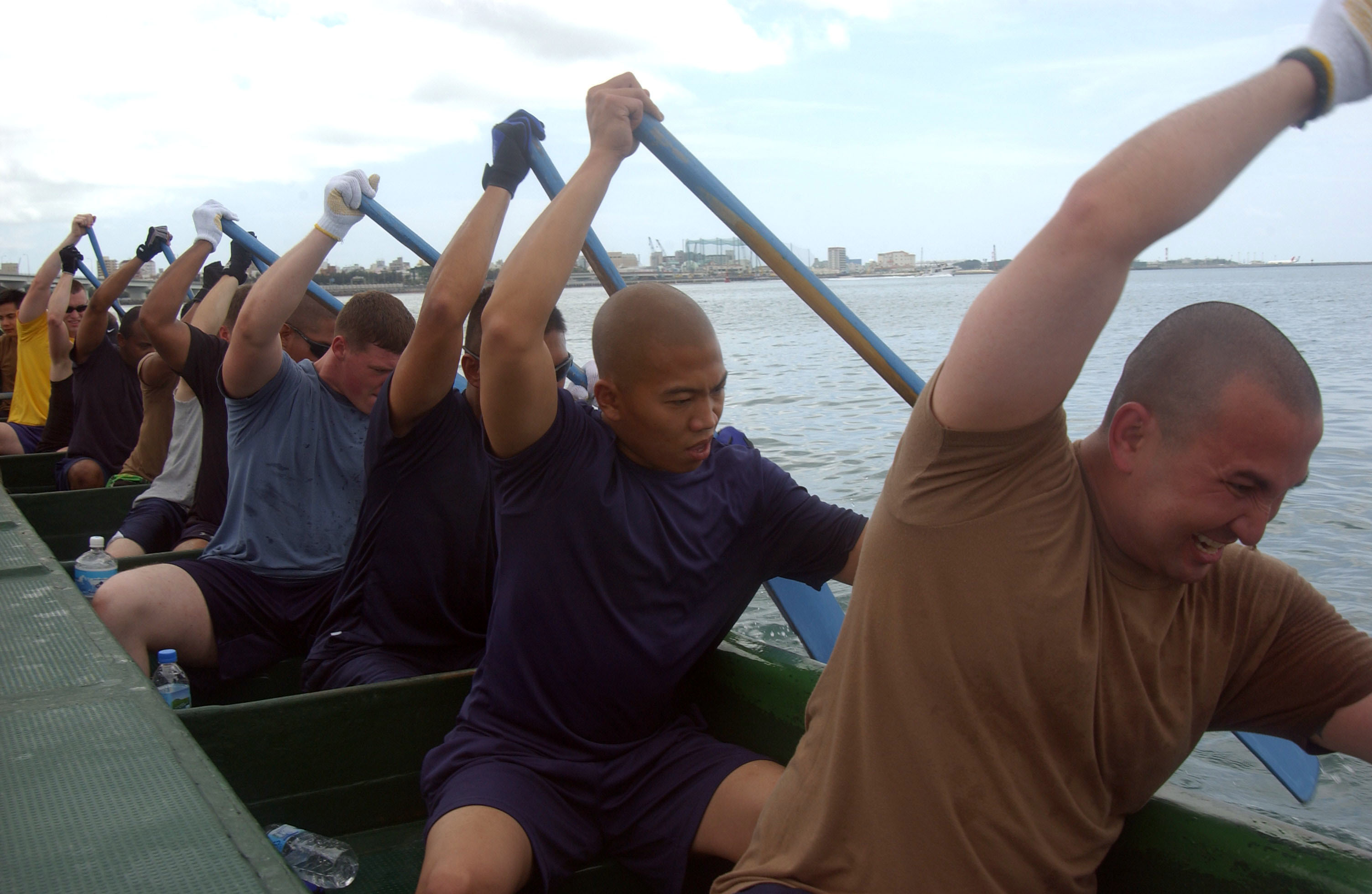
결속력, 효능 및 집단 갈등 없이 조정하는 미 해군 아우 트리거 패들링 팀 (2007)

이러한 기준을 적절히 평가하려면 팀의 최종 업무 성과 측정과 그룹 내 프로세스를 평가하는 기준이 모두 포함된 팀 효과성 평가를 수행해야 하는데, 평가의 세 가지 주요 그룹 내 프로세스 구조는 그룹 내 충돌, 팀 응집력 및 팀 효율성이다. 그룹 내 충돌은 팀이 겪는 과정과 형성된 단위의 효과에서 필수적인 부분이며, 이전 연구에서는 그룹 내 충돌의 두 가지 요소를 구별했다.
- 관계 충돌 – 팀 구성원 간의 짜증과 적대감 같은 대인적 비호환성.
- 과제 충돌 – 구성원이 과제 수행과 관련된 특정 측면에 대해 다양한 생각과 의견을 전달할 때 발생한다.

팀 응집력은 ''시너지 그룹 상호작용 또는 프로세스의 일반적인 지표''로 간주된다. 또한, 응집력은 팀 작업 중 조정 능력 향상과 만족도, 생산성 및 그룹 상호 작용 향상으로 연결된다. 이 팀 효율성은 직무별 팀 역량에 대한 팀 구성원의 인식을 의미한다. 이 구조는 팀이 어려움에 직면했을 때 인내할 수 있도록 하는 자신감을 팀 내에 조성하는 것으로 여겨진다. Hackman (2002)에 따르면 연구 결과 팀의 효율성을 최적화하는 5 가지 조건이 있다.
1. 실제 팀 – 시간이 지남에 따라 그룹 구성원 자격의 안정성
2. 설득력 있는 방향 – 최종 목표에 의존하는 명확한 목적
3. 구조 활성화 – 그룹 관계가 나쁘지 않고 좋은 상태여야 함
4. 사회적 지원 – 그룹이 올바르게 협업할 수 있는 시스템을 갖추고 있어야 함
5. 코칭 – 코치가 도움을 줄 수있는 기회[16]

구글이 직장에서 이상적인 팀의 특성을 정의하는 것을 목표로 하는 다년간의 계획인 아리스토텔레스 프로젝트는 그룹 효율성에 대해 다소 비슷한 조건을 발견했는데 그들은 지금까지 가장 중요한 요소가 심리적인 안전이라는 것을 발견했으며, 생산성의 다른 핵심 요소는 신뢰도, 구조 및 명확성, 개인적 의미, 그리고 각 팀 구성원들이 스스로 영향을 미친 것처럼 느끼는 것이다.

## 작업 팀
작업 팀(생산 및 서비스 팀)은 조직을 위한 제품 생산 또는 서비스 제공을 담당하는 작업 부서를 계속 운영한다. 그들의 회원 자격은 일반적으로 안정적이고, 보통 풀타임 근무이며, 정의하기 쉽다. 주로 작업팀은 전통적으로 어떤 작업이 수행되고, 누가 수행하며, 어떤 방식으로 실행되는지 지시하는 관리자가 지휘한다. 작업팀은 광업, 의류 등 제조업 분야와 감사팀을 활용한 회계 등 서비스 기반 분야에서 효과적으로 활용된다.

## 자체 관리 작업 팀
자율 관리 작업 팀(자율 작업 그룹)은 구성원이 직장에서 더 많은 기여를 할 수 있도록 하며 조직에 상당한 경쟁 우위를 제공한다. 이러한 작업 팀은 달성 명령 받은 목표를 어떻게 달성할 것인지 결정하고 현재 임무를 완수하기 위해 어떤 방식을 택할 것인지 결정한다. 자체 관리 작업 팀은 스스로의 작업 프로세스를 계획하고, 일정을 수립, 구성, 지시, 통제, 평가할 책임이 부여된다. 또한 그들 자신의 멤버를 선택하고 멤버들의 성과를 평가한다. 자체 관리 작업 팀은 생산성, 비용, 고객 서비스, 품질 및 안전성을 향상시키는 능력으로 인해 기존 관리 팀보다 효과적이라는 평가를 받았다. 자체 관리 작업 팀이 항상 긍정적인 결과를 얻는 것은 아닌데, 팀을 시작하는 데 비용이 많이 들 수 있고, 충돌이 발생할 가능성이 가장 크며, 진행 상황을 모니터링하기 어려운 경우가 많다. 1990년대 Levi Strauss & Co.의 자체 관리 작업팀으로의 이전은 속도가 더 빠른 근로자들이 팀에 충분히 기여하지 못한다고 느끼는, 매우 숙련되고 효율적인 근로자들을 상대방에 대항시켰다.

## 자문 및 참여 팀

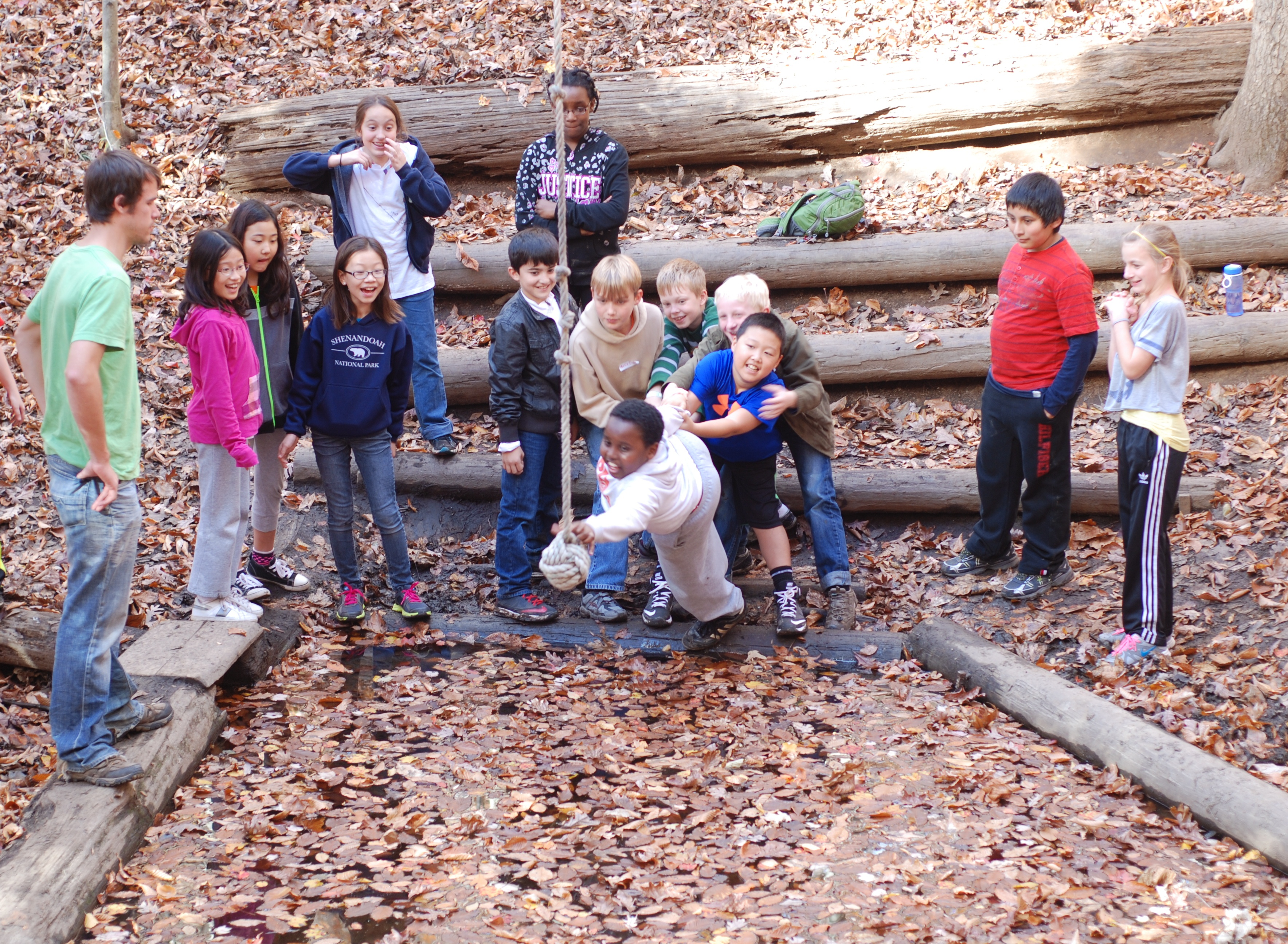
문제 해결 병렬 팀 (2013)

병렬 팀 (자문 및 참여 팀)은 서로 다른 작업 단위 또는 직무의 인력을 통합하여 정규 조직이 제대로 수행할 수 없는 기능을 수행한다. 이런 팀에게는 제한된 권한이 부여되며 조직 계층에서 상위 개인에게만 권장할 수 있다. 병렬 팀은 수정 또는 개선이 필요한 문제와 활동을 해결하는 데 사용되며, 그 예로는 품질 서클, 태스크포스, 품질 개선 팀, 직원 참여 그룹이 있다. 병렬 팀의 효율성은 품질을 개선하고 직원 참여를 높일 수 있는 능력으로 인해 조직 전체에 걸쳐 지속적인 사용과 확장을 통해 입증된다.

## 프로젝트 팀
프로젝트 팀(개발 팀)은 조직이나 기관을 위한 새로운 제품과 서비스를 일회성 또는 제한적으로 생산하며, 이 중 새로운 제품이나 서비스의 저작권은 일단 완성되면 만들어진 기득권에 속하게 된다. 프로젝트 팀의 과제는 단지 현재의 프로젝트, 개념 또는 계획을 개선하는 것부터 극소수의 제한으로 완전히 새로운 프로젝트를 만드는 것까지 다를 수 있다. 프로젝트 팀은 구성원이 지식을 쌓고 많은 분야와 기능에 대해 잘 알고 있기 때문에 이를 통해 효과적으로 작업을 완료할 수 있다. 프로젝트가 완료되면 팀은 해체하여 다른 특수 팀으로 개별적으로 이동하거나, 구성원으로서 수행하거나 개발할 수 있는 다른 프로젝트 및 과제로 이동한다. 프로젝트 팀의 일반적인 예는 교차 기능 팀이다. 프로젝트 팀의 효율성은 개별 프로젝트에 소요되는 시간을 단축하는 새로운 제품 및 서비스를 만들고 개발할 수 있는 속도와 관련이 있다.

## 관리 팀
관리 팀(조치 및 협상 팀)은 다양한 할당된 프로젝트와 기능, 운영, 전략적 업무 및 행동 중 기관 또는 조직 내에서 부서의 조정과 방향을 담당한다. 관리팀은 일상적인 운영, 업무 위임 및 직원 관리와 관련하여 감독하는 부서의 총 수행에 대해 책임을 진다. 관리 팀의 권한은 회사 또는 기관의 조직도에 있는 구성원 위치에 기초하는데, 이러한 관리 팀은 서로 다른 부서의 관리자(예: 마케팅 부사장, 운영 부이사장)로 구성된다. 관리팀의 예로는 최고 경영자, 이사회, 이사회 등 조직의 위계질서 상위에 있는 임원들로 구성된 경영진들이 있으며, 이들은 기업이 장기간(약 3~5년) 동안 수행할 전략적 행동을 수립한다.  관리 팀은 전문 지식을 활용하여 글로벌 경제의 현재 상황에 맞게 기업을 지원하고, 각 시장에서 경쟁업체와 경쟁하고, 경쟁업체와 차별화되는 고유한 전략을 수립하고, 경쟁업체의 성공에 책임이 있는 직원에게 권한을 부여하는 데 도움을 준다.

## 같이 보기
- 공정성 이론
- 집단역학
- 산업심리학
- 경영
- 조직행동
- 프로젝트 관리
- 과학적 관리법
- 사회인격학

## 참고 문헌
1. ↑  Aubé, Caroline; Rousseau, Vincent (September 2011). “Interpersonal aggression and team effectiveness: The mediating role of team goal commitment”. 《Journal of Occupational and Organizational Psychology》 84 (3): 567. doi:10.1348/096317910X492568.
2. ↑  Halvorsen, Kristin (2013). “Team decision making in the workplace: A systematic review of discourse analytic studies”. 《Journal of Applied Linguistics and Professional Practice》 7 (3): 273–296. doi:10.1558/japl.v7i3.273.
3. ↑  Kozlowski, Steve W.J.; Ilgen, Daniel R. (December 2006). “Enhancing the Effectiveness of Work Groups and Teams”. 《Psychological Science in the Public Interest》 7 (3): 77–124. doi:10.1111/j.1529-1006.2006.00030.x. PMID 26158912.
4. ↑  “The GRPI Model of Team Effectiveness”.
5. ↑  “The Wisdom of Teams”.
6. ↑  “Driving Team Effectiveness” (PDF). 2018년 5월 16일에 원본 문서 (PDF)에서 보존된 문서. 2021년 6월 24일에 확인함.
7. ↑  “Teamwork”. 2019년 2월 2일.
8. ↑  “A Normative Model of Work Team Effectiveness” (PDF). 2017년 11월 18일에 원본 문서 (PDF)에서 보존된 문서. 2021년 6월 24일에 확인함.
9. ↑  “Five Dysfunctions of a Team”.
10. ↑  Hackman, J. Richard (1987). “The design of work teams”. 《Handbook of Organizational Behavior》: 315–42.
11. ↑  Hackman, J. R.; Wageman, R. (2005년 4월 1일). “A Theory of Team Coaching”. 《Academy of Management Review》 30 (2): 269–287. doi:10.5465/AMR.2005.16387885.
12. ↑  Barrick, Murray R.; Stewart, Greg L.; Neubert, Mitchell J.; Mount, Michael K. (1998). “Relating member ability and personality to work-team processes and team effectiveness.”. 《Journal of Applied Psychology》 83 (3): 377–391. doi:10.1037/0021-9010.83.3.377.
13. ↑  Mach, Merce; Dolan, Simon; Tzafrir, Shay (September 2010). “The differential effect of team members' trust on team performance: The mediation role of team cohesion”. 《Journal of Occupational and Organizational Psychology》 83 (3): 771–794. doi:10.1348/096317909X473903.
14. ↑  Collins, Catherine G.; Parker, Sharon K. (December 2010). “Team capability beliefs over time: Distinguishing between team potency, team outcome efficacy, and team process efficacy”. 《Journal of Occupational and Organizational Psychology》 83 (4): 1003–1023. doi:10.1348/096317909X484271.
15. ↑  Hackman, J. Richard (2002). 《Leading teams: Setting the stage for great performances》. Boston: Harvard Business School Press.
16. ↑  Hackman, J. Richard (June 2004). “What Makes for a Great Team?”. 《American Psychological Association》. 2020년 10월 30일에 원본 문서에서 보존된 문서. 2014년 10월 12일에 확인함.
17. ↑  Duhigg, Charles (2016년 2월 25일). “What Google Learned From Its Quest to Build the Perfect Team – NYTimes.com”. 《The New York Times》. 2016년 12월 2일에 확인함.
18. ↑  Seibert, Scott E.; Wang, Gang; Courtright, Stephen H. (September 2011). “Antecedents and consequences of psychological and team empowerment in organizations: A meta-analytic review.”. 《Journal of Applied Psychology》 96 (5): 981–1003. doi:10.1037/a0022676. PMID 21443317.
19. ↑  Carton, Andrew M.; Cummings, Jonathon N. (July 2012). “A Theory of Subgroups in Work Teams”. 《Academy of Management Review》 37 (3): 441–470. doi:10.5465/amr.2009.0322.
20. ↑  Carton, Andrew M.; Cummings, Jonathon N. (September 2013). “The impact of subgroup type and subgroup configurational properties on work team performance.”. 《Journal of Applied Psychology》 98 (5): 732–758. doi:10.1037/a0033593. PMID 23915429.
21. ↑  Haas, M. R. (2010년 10월 1일). “The Double-Edged Swords of Autonomy and External Knowledge: Analyzing Team Effectiveness in a Multinational Organization”. 《Academy of Management Journal》 53 (5): 989–1008. doi:10.5465/AMJ.2010.54533180.
22. ↑  Neck, C. P. (1994년 8월 1일). “From Groupthink to Teamthink: Toward the Creation of Constructive Thought Patterns in Self-Managing Work Teams”. 《Human Relations》 47 (8): 929–952. doi:10.1177/001872679404700804.
23. ↑  Manz, Charles C.; Neck, Christopher P. (1995). “Teamthink: beyond the groupthink syndrome in self-managing workteams”. 《Journal of Managerial Psychology》 10 (1): 7–16. doi:10.1108/02683949510075155.
24. ↑  Cohen, S. G.; Ledford Jr, G.E. (1994년 1월 1일). “The Effectiveness of Self-Managing Teams: A Quasi-Experiment”. 《Human Relations》 47 (1): 13–43. doi:10.1177/001872679404700102.
25. ↑  thompson, leigh (2017년 1월 3일). 《Making the team : a guide for managers》 Six판. ISBN 978-0134484204.
26. ↑  King, Ralph T Jr. (1998년 5월 20일). “Jeans Therapy – Levi's Factory Workers are Assigned to Teams, and Morale Takes a Hit”. 《The Wall Street Journal》.
27. ↑  Arditti, Fred D.; Levy, Haim (December 1980). “A Model of the Parallel Team Strategy in Production Development”. 《American Economic Review》 70 (5): 1089–1097.
28. ↑  Öztürk, Pinar; Rossland, Kari; Gundersen, Odd Erik (2008년 11월 21일). “A multiagent framework for coordinated parallel problem solving”. 《Applied Intelligence》 33 (2): 132–143. doi:10.1007/s10489-008-0154-7.
29. ↑  Sundaresan, Shankar; Zhang, Zuopeng (December 2012). “Parallel teams for knowledge creation: Role of collaboration and incentives”. 《Decision Support Systems》 54 (1): 109–121. doi:10.1016/j.dss.2012.04.008.
30. ↑  CORDERY, JOHN; SOO, CHRISTINE; KIRKMAN, BRADLEY; ROSEN, BENSON; MATHIEU, JOHN (2009). “Leading Parallel Global Virtual Teams”. 《Organizational Dynamics》 38 (3): 204–216. doi:10.1016/j.orgdyn.2009.04.002.
31. ↑  Sarin, Shikhar; O'Connor, Gina Colarelli (March 2009). “First among Equals: The Effect of Team Leader Characteristics on the Internal Dynamics of Cross-Functional Product Development Teams”. 《Journal of Product Innovation Management》 26 (2): 188–205. doi:10.1111/j.1540-5885.2009.00345.x.
32. ↑  Reed, April H.; Knight, Linda V (2013). “Project Duration and Risk Factors on Virtual Projects”. 《Journal of Computer Information Systems》 54 (1): 75–83. doi:10.1080/08874417.2013.11645673.
33. ↑  Bunderson, J. S. (2003년 8월 1일). “Team Member Functional Background and Involvement in Management Teams: Direct Effects and the Moderating Role of Power Centralization”. 《Academy of Management Journal》 46 (4): 458–474. doi:10.2307/30040638. JSTOR 30040638.
34. ↑  Guchait, Priyanko; Hamilton, Katherine; Hua, Nan (2014). “Personality predictors of team taskwork understanding and transactive memory systems in service management teams”. 《International Journal of Contemporary Hospitality Management》 26 (3): 401–425. doi:10.1108/IJCHM-05-2013-0197.
35. ↑  Ou, A. Y.; Tsui, A. S.; Kinicki, A. J.; Waldman, D. A.; Xiao, Z.; Song, L. J. (2014년 1월 8일). “Humble Chief Executive Officers' Connections to Top Management Team Integration and Middle Managers' Responses”. 《Administrative Science Quarterly》 59 (1): 34–72. doi:10.1177/0001839213520131.
36. ↑  Kor, Yasemin Y.; Mesko, Andrea (February 2013). “Dynamic managerial capabilities: Configuration and orchestration of top executives' capabilities and the firm's dominant logic”. 《Strategic Management Journal》 34 (2): 233–244. doi:10.1002/smj.2000.
37. ↑  Souitaris, Vangelis; Maestro, B. M. Marcello (June 2010). “Polychronicity in top management teams: The impact on strategic decision processes and performance of new technology ventures” (PDF). 《Strategic Management Journal》 31 (6): 652–678. doi:10.1002/smj.831.
38. ↑  Nielsen, Bo Bernhard; Nielsen, Sabina (March 2013). “Top management team nationality diversity and firm performance: A multilevel study”. 《Strategic Management Journal》 34 (3): 373–382. doi:10.1002/smj.2021.
39. ↑  Qian, Cuili; Cao, Qing; Takeuchi, Riki (January 2013). “Top management team functional diversity and organizational innovation in China: The moderating effects of environment”. 《Strategic Management Journal》 34 (1): 110–120. doi:10.1002/smj.1993.